# بخش چرخی دادری
بخش چارخی دادری (به انگلیسی: Charkhi Dadri district) یک منطقهٔ مسکونی در هند است که در Rohtak division واقع شده‌است.